# Československá ragbyová reprezentace
Československá ragbyová reprezentace byla reprezentace Československa, než se Česká republika a Slovensko rozdělily. Československo odehrálo neoficiálně svůj první zápas 22. května 1927 proti Rumunsku v Bratislavě a 6:23 prohrálo. V té době ještě nebyla založena česká ragbyová unie. Proto ten zápas není považován za oficiální. První oficiální zápas Československo odehrálo v Lipsku proti Německu 9. listopadu 1931 a 0:38 prohrálo.

## Kvalifikace na mistrovství světa
Na MS 1987 byly všechny týmy pozvány a Československo mezi nimi nebylo. Československo se zúčastnilo kvalifikace na MS 1991. V 1. fázi Československo porazilo 23:6 Jugoslávii ale v dalším zápase 1. fáze podlehlo 13:15 Portugalsku a to byl pro československou reprezentaci konec kvalifikačního cyklu. 

## Účast v Evropě

### 1965-66 FIRA pohár národů
Československo bylo v nejlepší divizi. Byla pětičlenná skupina, kde hrál jednou každý s každým. 
| 1. | Francie        | 8 | 73 | 21 |
| 2. | Itálie         | 5 | 17 | 24 |
| 3. | Rumunsko       | 3 | 21 | 28 |
| 4. | SRN            | 3 | 42 | 26 |
| 5. | Československo | 1 | 27 | 81 |

- 17. října 1965 SRN - Československo 25:6
- 8. prosince 1965 Itálie - Československo 11:0
- 8. května 1966 Československo - Francie B 12:36
- 29. května 1966 Československo - Rumunsko 9:9

### 1966-67 FIRA pohár národů
Československo bylo v 2.divizi Byla čtyřčlenná skupina, kde hrál každý s každým až na Maroko a Nizozemsko.
| 1. | Československo | 6 | 31 | 13 |
| 2. | Španělsko      | 4 | 25 | 14 |
| 3. | Maroko         | 0 | 0  | 9  |
| 4. | Nizozemsko     | 0 | 10 | 30 |

26.11.1966 Československo - Nizozemsko 16:5
30.4.1967 Maroko - Československo 0:6 
5.5.1967 Španělsko - Československo 8:9 

### 1967-68 FIRA pohár národů
Československo bylo v 1.divizi. Byla čtyřčlenná skupina, kde hrál každý s každým.
| 1. | Francie        | 6 | 56 | 17 |
| 2. | Rumunsko       | 4 | 47 | 19 |
| 3. | Československo | 2 | 18 | 42 |
| 4. | SRN            | 0 | 19 | 62 |

22.11.1967 Československo - SRN 9:6
5.5.1968 Československo - Francie 6:19
26.5.1968 Rumunsko - Československo 17:3

### 1968-69 FIRA pohár národů
Československo bylo v 1.divizi. Byla pětičlenná skupina, kde hrál každý s každým až na SRN a Polsko.
| 1. | Rumunsko       | 12 | 79  | 37  |
| 2. | Francie        | 9  | 135 | 35  |
| 3. | Československo | 7  | 66  | 71  |
| 4. | SRN            | 3  | 20  | 44  |
| 5. | Polsko         | 3  | 19  | 132 |

27.10.1968 Československo - Rumunsko 9:18
27.4.1969 Francie - Československo 34:14
25.8.1969 Československo - Polsko 25:8 
26.10.1969 SRN - Československo 11:18

### 1969-1970 FIRA pohár národů
Československo bylo v 1.divizi. Byla čtyřčlenná skupina, kde hrál každý s každým. 
| 1. | Francie        | 9 | 89 | 23  |
| 2. | Rumunsko       | 7 | 65 | 23  |
| 3. | Itálie         | 5 | 22 | 39  |
| 4. | Československo | 3 | 15 | 106 |

23.11.1969 Rumunsko - Československo 42:6
26.4.1970 Československo - Itálie 3:11
3.5.1970 Československo - Francie B 6:53

### 1970-71 FIRA pohár národů
Československo bylo v 2.divizi. V 1.fázi hrálo dvojzápas proti Jugoslávii a po vítězství se dostalo do finálové skupiny společně s Belgií a Španělskem. 
24.10.1970 Československo - Jugoslávie 19:3
29.11.1970 Jugoslávie - Československo 0:9 
25.4.1971 Španělsko - Československo 6:12
8.5.1971 Československo - Belgie 25:12 

### 1971-72 FIRA pohár národů
Československo bylo v 1.divizi. Byla čtyřčlenná skupina, kde hrál každý s každým.
| 1. | Francie        | 9 | 171 | 18  |
| 2. | Maroko         | 7 | 92  | 40  |
| 3. | Rumunsko       | 5 | 30  | 133 |
| 4. | Československo | 3 | 9   | 111 |

22.4.1972 Francie - Československo 68:3
27.4.1972 Československo - Maroko 3:21
21.5.1972 Československo - Rumunsko 3:22 

### 1972-73 FIRA pohár národů
Československo bylo v 2.divizi. V 1.fázi podlehlo v dvojzápase v Polsku a do finálového dvojzápasu nepostoupilo.
8.10.1972 Polsko - Československo 23:9
7.4.1973 Československo - Polsko 6:16

### 1973-74 FIRA Trophy
Československo bylo v 2.divizi. Byla pětičlenná skupina, kde měl hrát každý s každým, ale Portugalsko odehrálo pouze dva zápasy kvůli Karafiátové revoluci.
| 1. | Itálie         | 11 | 55 | 23 |
| 2. | Československo | 10 | 41 | 12 |
| 3. | SRN            | 9  | 56 | 40 |
| 4. | Jugoslávie     | 6  | 18 | 77 |
| 5. | Portugalsko    | 2  | 13 | 31 |

21.10.1973 Československo - Jugoslávie 32:3
4.11.1973 Itálie - Československo 3:3
26.5.1974 SRN - Československo 6:6 

### 1974-75 FIRA Trophy
Československo bylo v 1.divizi. Byla pětičlenná skupina, kde hrál každý s každým. 
| 1. | Rumunsko       | 11 | 50  | 31  |
| 2. | Francie        | 10 | 108 | 30  |
| 3. | Itálie         | 9  | 80  | 31  |
| 4. | Španělsko      | 6  | 31  | 88  |
| 5. | Československo | 4  | 25  | 114 |

17.11.1974 Československo - Rumunsko 6:16
15.12.1974 Francie - Československo 36:3
27.4.1975 Československo - Španělsko 7:13
10.5.1975 Itálie - Československo 49:9 

### 1975-76 FIRA Trophy
Československo bylo v 2.divizi, ve které byly dvě tříčlenné skupiny. Vítězem 2.divize byl tým, co vyhrál svou skupinu a měl více bodů popřípadě lepší skóre než vítěz druhé skupiny. Československo vyhrálo svou skupinu, nicméně vítěz druhé skupiny Maroko si připsal o bod více než my ve skóre a to rozhodlo o vítězi 2.divize. Rozdíl ve skóre byl stejný. Maroko mělo 52:10 a Československo 51:9. 
26.10.1975 Československo - Jugoslávie 28:3 
16.11.1975 Švýcarsko - Československo 6:23

### 1976-77 FIRA Trophy
Československo bylo v 2.divizi. Byla pětičlenná skupina, kde hrál každý s každým až na Nizozemsko, které bylo nakonec diskvalifikováno, protože nepřijelo odehrát zápas v SSSR proti místní reprezentaci.
| 1. | Československo | 12 | 90  | 31  |
| 2. | SSSR           | 10 | 106 | 25  |
| 3. | SRN            | 7  | 67  | 66  |
| 4. | Švédsko        | 4  | 24  | 188 |
| DQ | Nizozemsko     | 6  | 54  | 31  |

17.10.1976 Československo - SSSR 9:6
6.11.1976 Československo - SRN 22:6
17.4.1977 Nizozemsko - Československo 7:9
21.5.1977 Švédsko - Československo 12:50

### 1977-78 FIRA Trophy
Československo bylo v 1.divizi. Byla šestičlenná skupina, kde hrál každý s každým.
| 1. | Francie        | 15 | 158 | 77  |
| 2. | Rumunsko       | 12 | 190 | 49  |
| 3. | Španělsko      | 11 | 64  | 134 |
| 4. | Polsko         | 9  | 93  | 110 |
| 5. | Itálie         | 8  | 38  | 67  |
| 6. | Československo | 5  | 61  | 167 |

2.10.1977 Francie - Československo 63:35
29.10.1977 Československo - Itálie 4:10
9.4.1978 Rumunsko - Československo 60:6
7.5.1978 Španělsko - Československo 20:13
28.5.1978 Československo - Polsko 3:14

### 1982-83 FIRA Trophy
Československo bylo v 3.divizi. Byla pětičlenná skupina a každý hrál s každým.
| 1. | Československo | 12 | 67 | 31 |
| 2. | Tunisko        | 10 | 64 | 33 |
| 3. | Jugoslávie     | 8  | 73 | 80 |
| 4. | Belgie         | 6  | 44 | 65 |
| 5. | Švýcarsko      | 4  | 37 | 76 |

14.11.1982 Československo - Jugoslávie 17:9
27.11.1982 Belgie - Československo 6:21
23.4.1983 Švýcarsko - Československo 9:14
7.5.1983 Československo - Tunisko 15:7

### 1983-84 FIRA Trophy
Československo bylo v 2.divizi. Byly dvě pětičlenné skupiny a Československo bylo ve skupině B. V naší skupině Švédsko kontumačně porazilo Jugoslávii.
| 1. | Tunisko        | 12 | 90 | 37 |
| 2. | Československo | 10 | 65 | 49 |
| 3. | Švédsko        | 8  | 37 | 58 |
| 4. | SRN            | 6  | 63 | 53 |
| 5. | Jugoslávie     | 3  | 28 | 86 |

25.9.1983 Československo - Švédsko 20:10
5.11.1983 Jugoslávie - Československo 16:20
15.4.1984 SRN - Československo 3:15
13.5.1984 Československo - Tunisko 10:20 

### 1984-85 FIRA Trophy
Československo bylo v 2.divizi. Byla čtyřčlenná skupina a každý hrál s každým. 
| 1. | Portugalsko    | 9 | 44 | 6  |
| 2. | Československo | 7 | 26 | 27 |
| 3. | Polsko         | 5 | 31 | 24 |
| 4. | Maroko         | 3 | 18 | 62 |

13.10.1984 Československo - Polsko 4:3
18.4.1985 Portugalsko - Československo 18:0
21.4.1985 Maroko - Československo 6:22 

### 1985-87 FIRA Trophy
Československo bylo v 2.divizi. Byly dvě čtyřčlenné skupiny a ČSR byla ve skupině B. Vítězové skupin se ve finále utkaly o prvenství. 
| 1. | Nizozemsko     | 16 | 83  | 52  |
| 2. | Československo | 14 | 128 | 51  |
| 3. | Belgie         | 10 | 44  | 62  |
| 4. | Švédsko        | 8  | 30  | 120 |

19.11.1985 Československo - Belgie 14:3
13.4.1986 Nizozemsko - Československo 9:6
1.6.1986 Československo - Švédsko 51:3
22.11.1986 Belgie - Československo 18:15
12.4.1987 Československo - Nizozemsko 27:14
24.5.1987 Švédsko - Československo 4:15

### 1987-89 FIRA Trophy
Československo bylo v 2.divizi. Byly dvě skupiny a ČSR byla ve skupině B. Vítězové skupin se ve finále utkaly o prvenství. 
| 1. | Polsko         | 18 | 126 | 49  |
| 2. | Maroko         | 11 | 47  | 66  |
| 3. | Československo | 10 | 78  | 96  |
| 4. | Tunisko        | 9  | 62  | 102 |

23.4.1988 Československo - Tunisko 18:9
15.5.1988 Polsko - Československo 18:9
21.5.1988 Československo - Maroko 15:0
25.3.1989 Maroko - Československo 17:8
5.5.1989 Tunisko - Československo 26:16
20.5.1989 Československo - Polsko 12:26 

### 1989-90 FIRA Trophy
Československo bylo v 2.divizi. Byly dvě skupiny a ČSR byla ve skupině B. Vítězové skupin se ve finále utkaly o prvenství. V naší skupině se neodehrál zápas Bulharska proti Španělsku.
| 1. | Španělsko      | 11 | 70  | 45 |
| 2. | Nizozemsko     | 10 | 101 | 51 |
| 3. | SRN            | 8  | 86  | 50 |
| 4. | Československo | 5  | 45  | 98 |
| 5. | Bulharsko      | 5  | 37  | 95 |

18.3.1990 Československo - Nizozemsko 6:29
29.9.1990 Československo - Španělsko 22:22
5.5.1990 SRN - Československo 32:7
3.6.1990 Bulharsko - Československo 15:10

### 1990-92 FIRA Trophy
Československo bylo v 3.divizi. Naše skupina se nedohrála kvůli konci Jugoslávie.
21.4.1991 Jugoslávie - Československo 22:6
18.5.1991 Československo - Bulharsko 25:3
3.5.1992 Bulharsko - Československo 3:16

### 1992-94 FIRA Trophy
Československo (potom Česko) bylo v 2.divizi. Byly dvě pětičlenné skupiny a ČSR (ČR) byla ve skupině A. V naší skupině Andorra nevyzvala Švédsko.
| 1. | Polsko     | 22 | 154 | 81  |
| 2. | Nizozemsko | 18 | 232 | 75  |
| 3. | ČSR/ČR     | 16 | 154 | 144 |
| 4. | Andorra    | 12 | 44  | 222 |
| 5. | Švédsko    | 11 | 102 | 164 |

31.10.1992 Polsko - Československo 25:8
15.11.1992 Československo - Nizozemsko 21:16
15.5.1993 Andorra - Česko 6:3
6.6.1993 Švédsko - Česko 30:7
17.10.1993 Česko - Polsko 19:18
31.10.1993 Nizozemsko - Česko 42:6
3.11.1993 Česko - Švédsko 34:7
23.4.1994 Česko - Andorra 56:0